# Províncies del Nord-oest i Oudh
Les Províncies del Nord-oest i Oudh fou el nom amb què fou coneguda la província britànica anomenada Províncies del Nord-oest des del 15 de febrer de 1877 al 22 de març de 1902, quan el comissionat d'Oudh i el govern provincial van estar sota un sol oficial, que era el tinent governador de les Províncies del Nord-oest que al mateix exercia de cap comissionat d'Oudh. El 1901 es va decidir un canvi de nom efectiu el 22 de març de 1902 quan el conjunt formà una província única amb el nom de Províncies Unides d'Agra i Oudh.
Pels seus governadors vegeu: Províncies del Nord-oest.